# Marché de Wazemmes

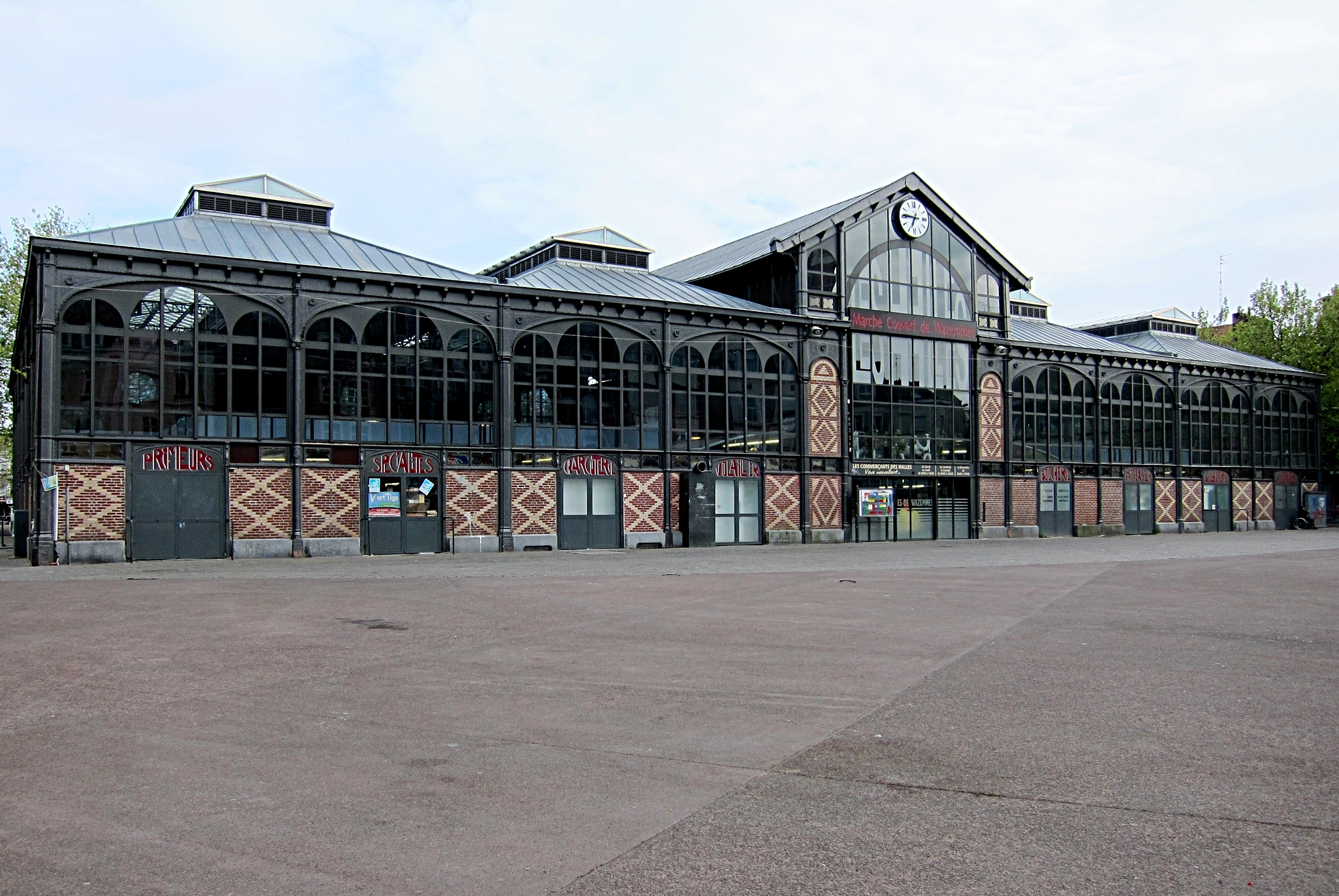
Les halles de Wazemmes

Le marché de Wazemmes est un marché de Lille installé autour des halles de Wazemmes, situées place de la Nouvelle-Aventure, dans le quartier de Wazemmes.
Il a lieu trois fois par semaine, le mardi matin, le jeudi matin et le dimanche matin. Avec plus de 400 exposants, le marché du dimanche matin est un des plus grands marchés de France.
Les étals situés dans les halles de Wazemmes accueillent des commerces sédentaires et sont ouverts du mardi martin au dimanche après-midi.

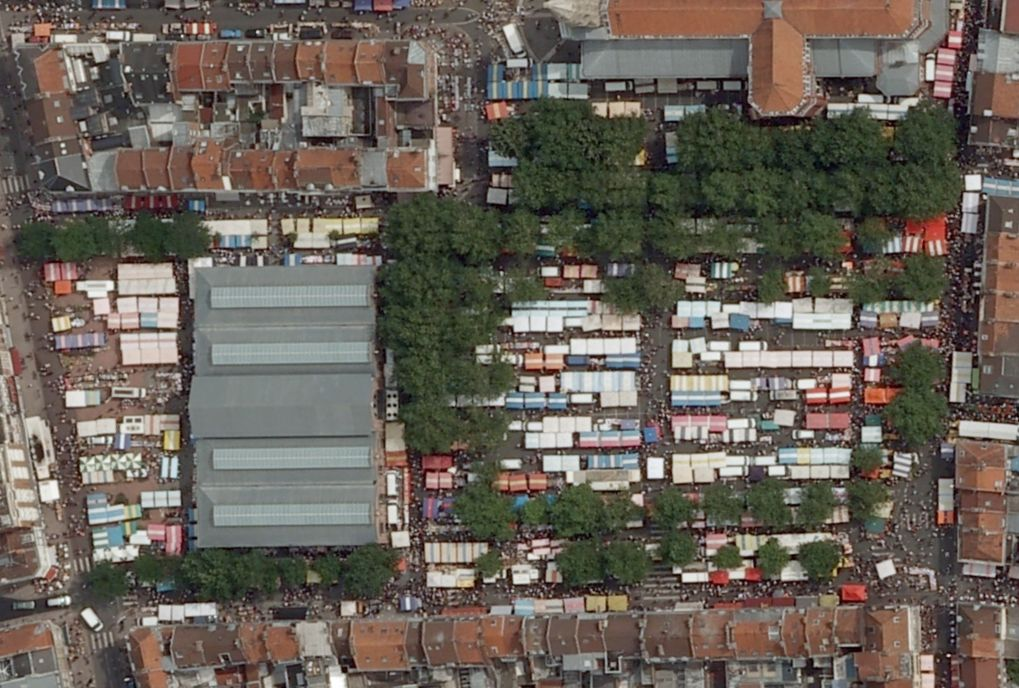
Le marché de Wazemmes vue du ciel un dimanche de juillet 2009

## Situation
Le dimanche, le marché occupe toute la Place de la Nouvelle-Aventure, ainsi que la partie limitrophe de la rue Léon-Gambetta. Il occupe une partie du parvis de Croix, devant l'église Saint-Pierre-Saint-Paul, ainsi que la partie de la rue des Sarrazins située au chevet de l'église.

Il est situé à proximité immédiate de la station Gambetta de la ligne 1 du métro de Lille.

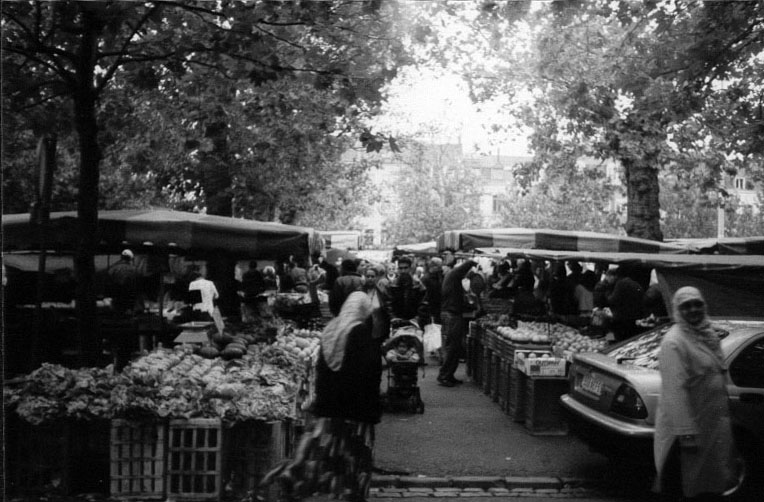
Le marché de Wazemmes

## Description
C'est un marché typique, considéré comme une institution dans la vie lilloise, et qui peut parfois rappeler les souks du Maghreb tant par la variété des produits proposés (épices, légumes, fruits, viandes, poissons ...) que par l'ambiance animée qui y règne.
Le marché est entouré par des cafés et brasseries avec terrasses dont certains sont également considérés comme des institutions lilloises.

## Historique
Lors de l'agrandissement de la ville de Lille en 1858, la commune de Wazemmes est annexée à Lille. La ville dote ensuite son territoire agrandi d'équipements et les halles de Wazemmes sont construites de 1869 à 1873 dans le style des constructions de Baltard.